# رازووا
رازووا (به لاتین: Razová) یک منطقهٔ مسکونی در جمهوری چک است که در شهرستان برونتال واقع شده‌است.